# 全日本大学ソフトボール選手権大会
全日本大学ソフトボール選手権大会（ぜんにほんだいがくソフトボールせんしゅけんたいかい）は、日本国内における大学男女ソフトボール部の日本一を決定する競技大会。全日本大学ソフトボール連盟が主催。

## 概要と歴史
- 8月下旬～9月上旬に男女別に同時期に実施。
- 2015年の第50回大会は開催初日は時折小雨が降るなか男女ともに1回戦は無事終了するも翌大会2日目（2・3回戦）は雨天による中止順延となった。大会3日目も晴天になることは無かったが何とか準々決勝（3回戦）まで終了するも翌日の準決勝戦および決勝戦は再び雨天中止となり天候に悩まされた大会となった。

## 歴代優勝校
| 回 | 開催年 | 開催地        | 男子優勝校     | 男子準優勝校                              | 女子優勝校                | 女子準優勝校                                    |
| -- | ------ | ------------- | -------------- | ----------------------------------------- | ------------------------- | ----------------------------------------------- |
| 1  | 1966年 | 東京都        | 日本体育大学   | 高崎経済大学                              | 日本体育大学              | 日本女子体育大学                                |
| 2  | 1967年 | 東京都        | 日本体育大学   | 学習院大学                                | 日本体育大学              | 東京女子体育大学                                |
| 3  | 1968年 | 群馬県        | 日本体育大学   | 国士舘大学                                | 東京女子体育大学          | 日本体育大学                                    |
| 4  | 1969年 | 東京都        | 国士舘大学     | 日本体育大学                              | 日本体育大学              | 東京女子体育大学                                |
| 5  | 1970年 | 大阪府        | 日本体育大学   | 中京大学                                  | 日本体育大学              | 東京女子体育大学                                |
| 6  | 1971年 | 東京都        | 日本体育大学   | 高崎経済大学                              | 東京女子体育大学          | 日本体育大学                                    |
| 7  | 1972年 | 愛知県        | 日本体育大学   | 高崎経済大学                              | 日本体育大学              | 大阪成蹊女子短期大学                            |
| 8  | 1973年 | 群馬県        | 日本体育大学   | 都留文科大学                              | 東京女子体育大学          | 大阪成蹊女子短期大学                            |
| 9  | 1974年 | 東京都        | 日本体育大学   | 中京大学                                  | 東京女子体育大学          | 日本体育大学                                    |
| 10 | 1975年 | 兵庫県        | 日本体育大学   | 中京大学                                  | 東京女子体育大学          | 日本体育大学                                    |
| 11 | 1976年 | 広島県        | 中京大学       | 日本体育大学                              | 日本体育大学              | 東京女子体育大学                                |
| 12 | 1977年 | 三重県        | 日本体育大学   | 福岡大学                                  | 日本体育大学              | 東京女子体育大学                                |
| 13 | 1978年 | 山梨県        | 中京大学       | 日本体育大学                              | 日本体育大学              | 東京女子体育大学                                |
| 14 | 1979年 | 群馬県        | 琉球大学       | 東海大学                                  | 日本体育大学              | 東京女子体育大学                                |
| 15 | 1980年 | 石川県        | 日本体育大学   | 京都産業大学                              | 日本体育大学              | 大阪成蹊女子短期大学                            |
| 16 | 1981年 | 山口県        | 日本体育大学   | 東海大学                                  | 日本体育大学              | 大阪成蹊女子短期大学                            |
| 17 | 1982年 | 福岡県        | 日本体育大学   | 国士舘大学                                | 中京女子大学              | 日本女子体育大学                                |
| 18 | 1983年 | 東京都        | 日本体育大学   | 中京大学                                  | 園田学園女子大学          | 東京女子体育大学                                |
| 19 | 1984年 | 静岡県        | 日本体育大学   | 国士舘大学                                | 大阪成蹊女子短期大学      | 大阪体育大学                                    |
| 20 | 1985年 | 香川県        | 東海大学       | 福岡大学                                  | 日本体育大学              | 東京女子体育大学                                |
| 21 | 1986年 | 岐阜県        | 日本体育大学   | 福岡大学                                  | 東京女子体育大学          | 武庫川女子大学                                  |
| 22 | 1987年 | 山口県        | 日本体育大学   | 国士舘大学                                | 日本体育大学              | 園田学園女子大学                                |
| 23 | 1988年 | 福岡県        | 日本体育大学   | 東海大学                                  | 園田学園女子大学          | 日本体育大学                                    |
| 24 | 1989年 | 千葉県        | 日本体育大学   | 京都産業大学                              | 園田学園女子大学          | 日本女子体育大学                                |
| 25 | 1990年 | 石川県        | 東海大学       | 中京大学                                  | 日本体育大学              | 東京女子体育大学                                |
| 26 | 1991年 | 愛知県        | 日本体育大学   | 国士舘大学                                | 東京女子体育大学          | 日本体育大学                                    |
| 27 | 1992年 | 香川県        | 中京大学       | 早稲田大学                                | 日本体育大学              | 東京女子体育大学                                |
| 28 | 1993年 | 山口県        | 京都産業大学   | 中京大学                                  | 東京女子体育大学          | 日本体育大学                                    |
| 29 | 1994年 | 群馬県        | 沖縄国際大学   | 京都産業大学                              | 日本体育大学              | 東京女子体育大学                                |
| 30 | 1995年 | 福井県        | 沖縄国際大学   | 京都産業大学                              | 東京女子体育大学          | 日本体育大学                                    |
| 31 | 1996年 | 山口県        | 立命館大学     | 同志社大学                                | 日本女子体育大学          | 日本体育大学                                    |
| 32 | 1997年 | 鹿児島県      | 日本体育大学   | 関西大学                                  | 日本体育大学              | 東京女子体育大学                                |
| 33 | 1998年 | 三重県        | 日本体育大学   | 東海大学                                  | 東京女子体育大学          | 日本体育大学                                    |
| 34 | 1999年 | 宮城県        | 立命館大学     | 早稲田大学                                | 東京女子体育大学          | 日本女子体育大学                                |
| 35 | 2000年 | 香川県        | 日本体育大学   | 東海大学                                  | 東京女子体育大学          | 園田学園女子大学                                |
| 36 | 2001年 | 茨城県        | 日本体育大学   | 国士舘大学                                | 東京女子体育大学          | 東海女子大学                                    |
| 37 | 2002年 | 京都府        | 日本体育大学   | 立命館大学                                | 東京女子体育大学          | 東海学園大学                                    |
| 38 | 2003年 | 山口県        | 日本体育大学   | 早稲田大学                                | 淑徳大学                  | 東京女子体育大学                                |
| 39 | 2004年 | 静岡県        | 国士舘大学     | 日本体育大学                              | 日本体育大学 大谷女子大学 | 決勝戦は雨天中止 両チーム優勝                   |
| 40 | 2005年 | 群馬県        | 早稲田大学     | 国際武道大学                              | 東北福祉大学              | 園田学園女子大学                                |
| 41 | 2006年 | 愛知県        | 国士舘大学     | 中京学院大学                              | 早稲田大学                | 日本体育大学                                    |
| 42 | 2007年 | 京都府        | 国士舘大学     | 日本体育大学                              | 園田学園女子大学          | 大阪国際大学                                    |
| 43 | 2008年 | 宮城県        | 日本体育大学   | 国士舘大学                                | 東北福祉大学              | 大阪国際大学                                    |
| 44 | 2009年 | 宮崎県        | 日本体育大学   | 福岡大学                                  | 東北福祉大学              | 日本体育大学                                    |
| 45 | 2010年 | 富山県        | 環太平洋大学   | 同志社大学                                | 東京女子体育大学          | 武庫川女子大学                                  |
| 46 | 2011年 | 山口県        | 中京学院大学   | 立命館大学                                | 園田学園女子大学          | 鈴鹿国際大学                                    |
| 47 | 2012年 | 埼玉県        | 早稲田大学     | 神戸学院大学                              | 園田学園女子大学          | 東京女子体育大学                                |
| 48 | 2013年 | 大阪府        | 早稲田大学     | 同志社大学                                | 中京大学                  | 園田学園女子大学                                |
| 49 | 2014年 | 岩手県        | 早稲田大学     | 環太平洋大学                              | 東京国際大学              | 日本体育大学                                    |
| 50 | 2015年 | 三重県        | （優勝預かり） | 立命館大学 日本体育大学 中京大学 福岡大学 | （優勝預かり）            | 中京大学 東海学園大学 東京富士大学 日本体育大学 |
| 51 | 2016年 | 鹿児島県      | 環太平洋大学   | 国士舘大学                                | 園田学園女子大学          | 日本体育大学                                    |
| 52 | 2017年 | 岡山県/広島県 | 日本体育大学   | 国士舘大学                                | IPU環太平洋大学           | 園田学園女子大学                                |
| 53 | 2018年 | 石川県        | 日本体育大学   | 早稲田大学                                | 日本体育大学              | 園田学園女子大学                                |
| 54 | 2019年 | 富山県/愛知県 | 日本体育大学   | 早稲田大学                                | 日本体育大学              | 園田学園女子大学                                |
| 55 | 2020年 |               | 開催中止       |                                           |                           |                                                 |
| 56 | 2021年 | 富山県/愛知県 | 日本体育大学   | 福岡大学                                  | 園田学園女子大学          | 環太平洋大学                                    |
| 57 | 2022年 | 富山県/愛知県 | 環太平洋大学   | 京都産業大学                              | 金沢学院大学              | 東北福祉大学                                    |
| 58 | 2023年 | 富山県/愛知県 | 環太平洋大学   | 岐阜聖徳                                  | 中京大                    | 園田学園女子大学                                |
| 59 | 2024年 | 富山県/愛知県 | 日本体育大学   | 同志社                                    | 山梨学院大学              | 中京大学                                        |